# Вах
Вах (слч. Váh, мађ. Vág) је највећа река у Словачкој, лева притока Дунава, дуга 403 km.

## Ток реке
Површина слива износи 10.640 km². Настаје у западној Словачкој од Белог и Црног Ваха на Високим Татрама на надморској висини 664 m. Главне притоке су му са десне стране Орава, а са леве Њитра. Улива се у Дунав код Коморанa на надморској висини 106,5 m. На Ваху и његовој притоци Орави налази се велика хидроцентрала. Градови Словачке на реци Вах су Липтовски Микулаш, Ружомберок, Жилина, Повашка Бистрица, Тренчин, Пјештјани, Хлоховец, Коларово и Коморан.

## Назив
Назив реке Вах потиче од латинске речи vagus, што значи лутати, јер је река често мењала свој ток.

## Галерија
- Вах у насељу Бешењови
- Вах у насељу Сучани
- Вах у насељу Стречно
- Вах у Хлоховецу
- Код Тренчина
- Код Коморана